# Nieznanowice (województwo świętokrzyskie)
Nieznanowice – wieś sołecka w Polsce położona w województwie świętokrzyskim, w powiecie włoszczowskim, w gminie Włoszczowa.
W latach 1954–1959 wieś należała i była siedzibą władz gromady Nieznanowice, po jej zniesieniu w gromadzie Łachów. W latach 1975–1998 miejscowość położona była w województwie kieleckim.
Do 1870 r. istniała gmina Nieznanowice.
Przez wieś przebiega droga wojewódzka nr 742.
| SIMC    | Nazwa     | Rodzaj     |
| ------- | --------- | ---------- |
| 0278505 | Nowa Wieś | część wsi  |
| 0278528 | Prządzów  | przysiółek |

## Historia
Nieznanowice, wieś folwark i dobra, powiecie włoszczowskim, gminie Włoszczowa, parafii Konieczno, odległe 3 wiorsty od Włoszczowy.

Były tu w roku 1883: gorzelnia, trzy młyny wodne i cegielnia.
W 1827 r. było 28 domów 260 mieszkańców.
Według Liber Beneficiorum Laskiego (t.I s.572). Nieznanowice należały w początku XVI w. do parafii Konieczno. Łany kmiece, opustoszałe wtedy, dawały dziesięcinę wartości ledwie pół grzywny, z folwarków zaś płacono do Goleniowy i Chrząstowa.
Dobra Nieznanowice w 1874 r. składały się z folwarków: Nieznanowice Przygradów, Martynik, Ostrów, Dołowatka, osad młynarska Bolina, Feliksów i na Cegielni, rozległość mórg 7636 w tym:
- folwark Nieznanowice grunty orne i ogrody mórg 554, łąk mórg 148, pastwiska mórg 118, lasu mórg 5839, budynków murowanych 12, z drzewa 24, płodozmian 16 połowy, las w r. 1863 urządzony,
- folwark Przygradów grunty orne i ogr. mórg 590, łąk mórg 130, pastwiska mórg 135, nieużytki mórg 20, razem mórg 875, budynków murowanych 4, z drzewa 9, płodozmian 14. połowy,
- folwark Martynik grunty orne i ogrody mórg 401, pastwiska mórg 12, nieużytki i place mórg 8, razem mórg 421, budynków murowanych 1, z drzewa 3, płodozmian 11 połowy folwark Ostrów grunty orne i ogr. mórg 224, łąk mórg 51, pastwiska mórg 65, nieużytki mórg 15, razem mórg 355, budynków z drzewa 9, płodozmian 10. połowy,
- folwark Dołowatka grunty orne i ogrody mórg 108, pastwisk mórg 33, nieużytki mórg 5, razem mórg 146, budynków z drzewa 6, płodozmian 9. połowy.

W skład tych dóbr wchodziły dawniej wsie:
- Nieznanowice osad 23, z gruntem mórg 278,
- Przygradów osad 20, z gruntem mórg 186,
- Dułowatka osad 10, z gruntem mórg 126,
- Ostrów osad 22, z gruntem mórg 401, Wola Wiszniowa osad 39, z gruntem mórg 686,
- Borowisko vel Świnki osad 15, z gruntem mórg 264,
- Rząbiec osad 14, z gruntem mórg 418,
- Poraj osad 10, z gruntem mórg 90,
- Wymysłów osad 20, z gruntem mórg 250,
- Michałów osad 27, z gruntem mórg 267.

(Opis autorstwa redaktorów słownika B. Chlebowskiego i A. Palmirskiego Nieznanowice (województwo świętokrzyskie), [w:] Słownik geograficzny Królestwa Polskiego, t. VII: Netrebka – Perepiat, Warszawa 1886, s. 142. rok 1883)

## Zabytki
W miejscowości znajduje się pałac z przełomu XIX i XX wieku, otoczony rozległym parkiem. Po pożarze nie został odbudowany i obecnie znajduje się w stanie ruiny.